# Бгайрава

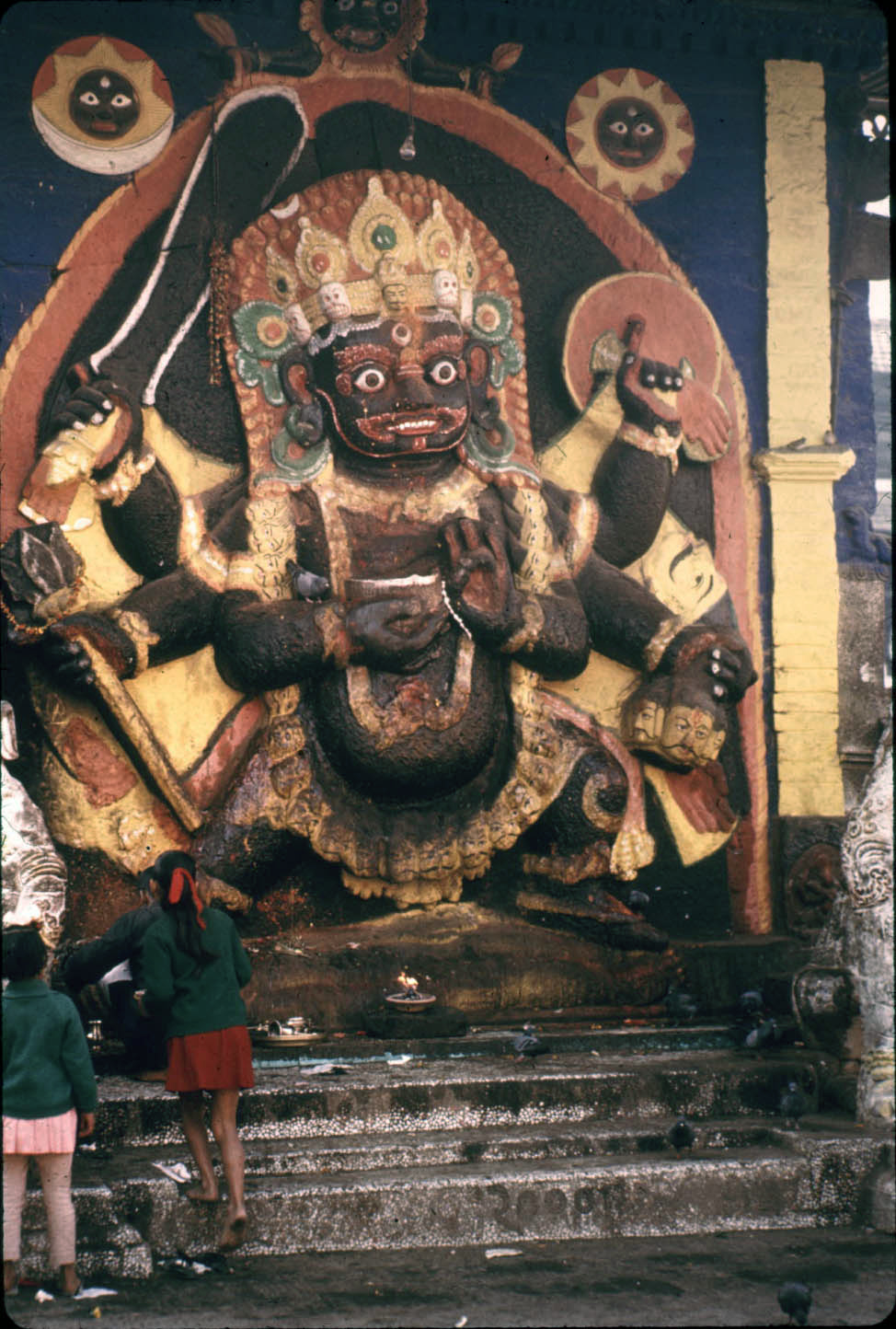
Зображення Бгайрави в Катманду

Бгайрава (санскр. भरव) — «жахливий») — особливо руйнівний і страхітливий аспект Шиви у індуїзмі. В цьому образі він багаторукий і тримає в своїх руках зброю та відрубану людську голову, що символізує відсікання двоїстості та вихід за межі обмежень розуму. За деякими версіями саме до Бгайрави сходить генеалогія деяких гнівних сутностей, таких як Махакала.
Особливо шанується цей аспект Шиви в окремих школах шиваїзму, таких як капаліка.
У капаліці Бгайрава має 8 основних форм — Асітанга (Вішну), Руру (Брахма), Чанда (Сур'я), Кродха (Рудра), Унматта (Індра), Капалін (Чандра, або Сома), Бгішана (Яма) і Самхара (Бхайрава як така). Відповідно до метафізичних установок деяких тантр (зокрема, «Віг'яни-бгайрави»), Бгайрава є універсальною недиференційованою свідомістю, це Парамашива — вища форма Бога, в якій з'єднуються воєдино Шива і Шакті.
На думку деяких послідовників[кого?] Свамі Лакшманджу — відомого[джерело?] святого Кашмірського Шиваїзму — Бхайрава — це вселенська форма Шиви — божественної свідомості. Оскільки вселенська форма божественної свідомості включає в себе абсолютно всі — в тому числі і всі жахи світобудови — то через це її називають жахливою — Бгайравою.
В оповіданні Бгагавад-гіти саме свою Бгайрава-форму — форму вселенської свідомості — показав Крішна своєму відданому Арджуні, і Арджуна побачив у Бога не тільки милостивий аспект, але й аспект всепожираючої смерті — після чого Арджуна попросив Крішну приховати цю форму і знову з'явитися у формі візничого.
Крім Індії Бгайрава шанується також у Непалі та Тибеті.